# Гнездово (Старицкий район)
Гнездово — деревня в Старицком районе Тверской области, входит в состав Степуринского сельского поселения.

## География
Деревня расположена в 14 км на северо-восток от центра поселения деревни Степурино и в 40 км на юго-восток от райцентра города Старицы.

## История
В 1770 году в селе была построена каменная Георгиевская церковь с 2 престолами.
В конце XIX — начале XX века село являлось центром Гнездовской волости Старицкого уезда Тверской губернии. 
С 1929 года деревня входила в состав Сидоровского сельсовета Старицкого района Ржевского округа Западной области, с 1935 года — в составе Калининской области, с 1994 года — в составе Сидоровского сельского округа, с 2005 года — в составе Степуринского сельского поселения. 

## Население
| 1859 | 1886 | 2002 | 2008 | 2010 |
| ---- | ---- | ---- | ---- | ---- |
| 244  | ↘239 | ↘9   | ↘2   | ↘1   |